# Klas Ingesson
Klas Ingesson (20. srpna 1968 Ödeshög – 29. října 2014 Ödeshög) byl švédský fotbalista, záložník. Po skončení aktivní kariéry pracoval jako dřevorubec a trenér švédského týmu IF Elfsborg. Zemřel 29. října 2014 ve věku 46 let na rakovinu kostní dřeně.

## Fotbalová kariéra
Ve švédské lize hrál za IFK Göteborg, v Belgii za KV Mechelen, v Nizozemí za PSV Eindhoven, v anglické Premier League za Sheffield Wednesday FC v italské Serii A za AS Bari, FC Bologna a US Lecce a ve Francii za Olympique Marseille. V Lize mistrů UEFA nastoupil v 6 utkáních a dal 2 góly; v Poháru UEFA nastoupil ve 27 utkáních a dal 2 góly. V letech 1987 a 1990 vyhrál s IFK Göteborg švédskou ligu. Za reprezentaci Švédska nastoupil v letech 1989–1998 v 57 utkáních a dal 13 gólů. Byl členem švédské reprezentace na Mistrovství světa ve fotbale 1990 a nastoupil ve 3 utkáních, na Mistrovství Evropy ve fotbale 1992, kde hrál ve 4 utkáních, a na Mistrovství světa ve fotbale 1994, kde v 7 utkáních dal 1 gól.

## Ligová bilance
| Ročník                       | Zápasy | Góly | Klub                   |
| ---------------------------- | ------ | ---- | ---------------------- |
| 1. švédská liga 1987         | 1      | 0    | IFK Göteborg           |
| 1. švédská liga 1988         | 23     | 3    | IFK Göteborg           |
| 1. švédská liga 1989         | 21     | 5    | IFK Göteborg           |
| 1. švédská liga 1990         | 8      | 1    | IFK Göteborg           |
| 1. belgická liga 1990/1991   | 32     | 6    | KV Mechelen            |
| 1. belgická liga 1991/1992   | 34     | 10   | KV Mechelen            |
| 1. belgická liga 1992/1993   | 33     | 12   | KV Mechelen            |
| 1. nizozemská liga 1993/1994 | 33     | 12   | PSV Eindhoven          |
| Premier League 1994/1995     | 13     | 2    | Sheffield Wednesday FC |
| Premier League 1995/1996     | 4      | 0    | Sheffield Wednesday FC |
| Serie A 1995/1996            | 24     | 1    | AS Bari                |
| Serie B 1996/1997            | 38     | 6    | AS Bari                |
| Serie A 1997/1998            | 32     | 4    | AS Bari                |
| Serie A 1998/1999            | 30     | 3    | FC Bologna             |
| Serie A 1999/2000            | 34     | 1    | FC Bologna             |
| Ligue 1 2000/2001            | 13     | 0    | Olympique Marseille    |
| Serie A 2000/2001            | 19     | 1    | US Lecce               |
| CELKEM 1. liga               | 354    | 61   |                        |